# 贺培真
贺培真（1896年10月—1990年8月），别名佩青、果、其真等，男，湖南邵东人，中华人民共和国政治人物，曾任贵州省政协副主席，第四、五届全国政协委员。

## 生平
1896年，賀培真生於邵東縣馬王塘。1913年，考入湖南省立第四師範學校，不久四師併入湖南省立第一師範，和毛澤東同學。1918年，畢業後借錢到保定學習法文，到法國勤工儉學了。在法國，他結識了李維漢等人，共同發起了工學世界社。1921年，里昂中法大學事件後被遣送回國。1924年，在顏昌頤的介紹下加入中國共產黨，並被黨組織派往莫斯科東方大學學習。回國後在邵陽開展工作，建立黨支部，並參加北伐和廣州起義，還在海陸豐打過游擊。1930年，到河北某師範院校教書。
1931年，賀綠汀到上海音樂專科學校學習，為接濟弟弟便賣文供他唸書。後不幸被逮捕，關押在龍華看守所，宣判後到漕河涇監獄服刑。1932年3月，出獄，這時一·二八事變已經發生，上海院校皆已停課，賀綠汀也到武昌去教書了。他和家人、黨組織失散只好四處漂泊，初到南京做翻譯，後到貴州做小生意。
1949年11月15日，貴陽易手後，賀培真當了貴陽市教育局長，後任貴陽市副市長。文化大革命時，下放五七幹校勞動，1971年9月，准許回家。1972年，聽說賀綠汀被批判的消息，在兒子賀士成的陪同下，取道長沙赴京，12月，向毛澤東反映，請求解決弟弟的問題。1978年後，擔任貴州省政協副主席。1990年8月1日，去世。

## 家庭
- 大哥 賀曼青
- 小弟 贺绿汀

- 二子 賀士恆
- 三子 賀士成